# Rinso

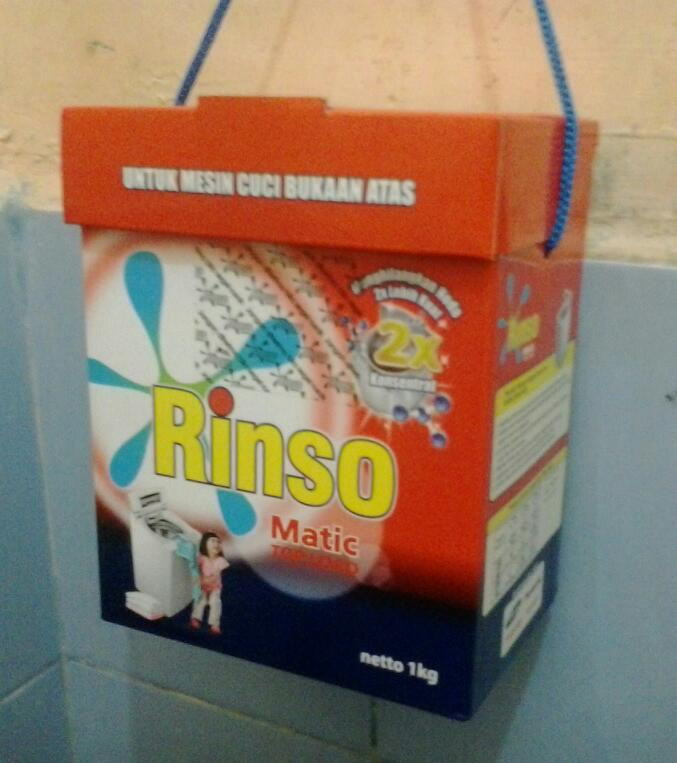
Envase de Rinso Matic.

Rinso es una marca del detergente de lavado más comúnmente usado en Chile, Australia, Nueva Zelanda, Reino Unido, y los Estados Unidos. A tal punto , que en muchos países se produjo la vulgarización del concepto. La marca fue creada por Hudson's Soap la cual la vendió a Lever Brothers de Port Sunlight, Inglaterra, en 1908. Es manufacturado también por Lever Brothers Company (más tarde conocida como Unilever) en los Estados Unidos, principiando en 1918.

## Historia
Rinso fue uno de los primeros detergentes de lavado en polvo en ser mercadeados en forma masiva. Fue publicitado ampliamente por radio, patrocinando muchos programas de redes radiales como la muy popular opera diurna del jabón Big Sister desde 1936 a 1946, además de los programas nocturnos Big Town desde 1937 a 1942, Mayor of the Town desde 1942 a 1943, y el muy popular The Amos 'n' Andy Show desde 1943 a 1950. Durante los programas se cantaba el eslogan como estribillo "Rinso white, Rinso bright" (Rinso blanquea , Rinso hace brillar) y se jactaba de que Rinso contenía "Solium, the sunlight ingredient" (Solium , el ingrediente de luz solar).
El reclamo del producto acerca de su mejor capacidad de lavado se debía a la incorporación entre sus ingredientes de silicato sódico como constityente en lugar de, o además del más comúnmente usado carbonato de sodio . El precipitado formado por metasilicato y calcio tiende a ser más fino y por lo tanto tiene menos probabilidad de ser atrapado en una tela que el carbonato de calcio tizoso.
En la década de 1950, las ventas cayeron en picado cuando el nuevo detergente, Tide , fabricado por su rival Procter & Gamble, demostró ser mucho más popular. Rinso fue renovado a mediados de la década de 1960, y recibió un nuevo nombre, Sunshine Rinso. La justificación para el cambio de nombre fue que el nuevo y mejorado Rinso tenía ahora "blanqueadores solares".
Hubo una fuerte campaña de mercadeo (por ejemplo, con un aviso comercial durante este período de tiempo con una versión pop del jingle de "Rinso Sunshine" , basado en el éxito musical You Are My Sunshine ). Las ventas no mejoraron sensiblemente, y Rinso finalmente desapareció de las tiendas a mediados de la década de 1970, aunque el detergente líquido "Rinso Blue" todavía podía verse en las estanterías de Estados Unidos en fecha tan reciente como a finales de la década de 1980.
Rinso fue, en efecto, reemplazado por otro detergente de Unilever, Surf , en sus cuatro principales mercados. Sin embargo, Rinso todavía está siendo fabricado por Unilever para los mercados turco, asiático, chileno y centroamericano .
En 1992, la cadena de tiendas basada e el sur de California 99 Cents Only compró los derechos del nombre "Rinso" de Unilever para su uso en los Estados Unidos. Los productos de limpieza marca Rinso tienen ahora un lugar prominente en sus tiendas.

## En la cultura pop
- En la obra musical Hair, es mencionado en la canción I'm Black/Ain't Got No.
- En la película de 1970 The Watermelon Man, Rinso white es mencionado en los intentos de Jeff Gerber para sacar la "oscuridad" fuera de él.